# Rafael Corrales Ayala
Rafael Corrales Ayala (* 14. September 1925 in Guanajuato, Guanajuato; † 27. Januar 2015 in Mexiko-Stadt) war ein mexikanischer Politiker des Partido Revolucionario Institucional (PRI), der unter anderem zwischen 1956 und 1957 Präsident des Abgeordnetenhauses (Cámara de Diputados) sowie von 1985 bis 1991 Gouverneur des Bundesstaates Guanajuato war.

## Leben
Rafael Corrales Ayala absolvierte nach dem Schulbesuch ein Studium der Rechtswissenschaften an der Juristischen Fakultät (Escuela Nacional de Jurisprudencia) der Nationalen Autonomen Universität von Mexiko (UNAM), welches er mit der Arbeit „Der Staat und die Nation in Mexiko“ mit einem Lizenziat (Licenciado en derecho) beendete. Daraufhin nahm er eine Tätigkeit als Rechtsanwalt auf. Am 1. September 1949 wurde er als fast 24-Jähriger für den Partido Revolucionario Institucional (PRI) erstmals Mitglied des Abgeordnetenhauses (Cámara de Diputados), des Unterhauses des Kongresses der Union (Congreso General de los Estados Unidos Mexicanos), und vertrat in diesem bis zum 31. August 1952 in der 41. Legislaturperiode den 1. Wahlbezirk des Bundesstaates Guanajuato. In dieser Zeit wurde er im November 1949 Vizepräsident des Abgeordnetenhauses und war ferner Mitglied des Hauptausschusses des Kongresses, der Gran Comisión, des Ausschusses für Gesetzgebungsstudien sowie Mitglied des Budget- und Rechnungsausschusses. Nach seinem Ausscheiden aus dem Abgeordnetenhaus war er zwischen September 1952 und August 1958 als Senador suplente auch stellvertretendes Mitglied des Senats (Senado de México), des Oberhauses des Kongresses der Union.
Am 1. September 1955 wurde Corrales Ayala erneut Mitglied des Abgeordnetenhauses und vertrat dort nunmehr in der 43. Legislaturperiode bis zum 31. August 1958 erneut den 1. Wahlbezirk des Bundesstaates Guanajuato. Er war in dieser Legislaturperiode Mitglied des Ausschusses für Finanzen, öffentliche Kredite und Kreditinstitute sowie des Ausschusses für auswärtige Beziehungen. Am 26. April 1956 übernahm er von José Gómez Esparza die Funktion als Generalsekretär des Zentralvorstandes (Comité Ejecutivo Nacional) des PRI. Er behielt diese Funktion allerdings nur knapp drei Wochen bis zu seiner Ablösung durch Gilberto García Navarro am 15. Mai 1956. Im September 1956 löste er Flavio Romero de Velasco als Präsident des Abgeordnetenhauses ab und hatte dieses Amt als Parlamentspräsident bis September 1957 inne, woraufhin José López Bermúdez seine Nachfolge antrat. Nachdem er daraufhin wieder als Rechtsanwalt tätig gewesen war, löste er 1965 José María González Urtusuastegui als Generaldirektor der Nationallotterie (Lotería Nacional) ab und behielt diese Funktion bis zu seiner Ablösung durch Carlos Argüelles del Razo 1970. Anschließend war er wiederum als Rechtsanwalt und wurde schließlich am 1. September 1979 zum dritten Mal Mitglied des Abgeordnetenhauses. In dieser 51. Legislaturperiode vertrat er bis zum 31. August 1982 abermals den 1. Wahlbezirk des Bundesstaates Guanajuato.
Als Nachfolger von Agustín Téllez Cruces wurde Rafael Corrales Ayala am 26. September 1985 für eine sechsjährige Wahlzeit Gouverneur des Bundesstaates Guanajuato und bekleidete dieses Amt bis zum 25. September 1991, woraufhin Carlos Medina Plascencia ihn ablöste.

## Veröffentlichung
- Pronunciamientos, 1985